# Bernardo Pisano
Bernardo Pisano, detto Pisanello, (Firenze, 12 ottobre 1490 – Roma, 23 gennaio 1548) è stato un cantore e compositore italiano, fu uno dei primi madrigalisti e il primo compositore ad aver stampato una raccolta di musica profana interamente composta da un solo autore, ovvero lui stesso.